# ولایت قلی‌اف
ولایت قلی‌اف (ترکی آذربایجانی: Vilayət Muxtar oğlu Quliyev؛ زادهٔ ۵ نوامبر ۱۹۵۲) سیاست‌مدار اهل جمهوری آذربایجان است. او از اکتبر ۱۹۹۹ تا آوریل ۲۰۰۴ میلادی وزیر خارجه جمهوری آذربایجان بود.